# Moreau de Bellaing

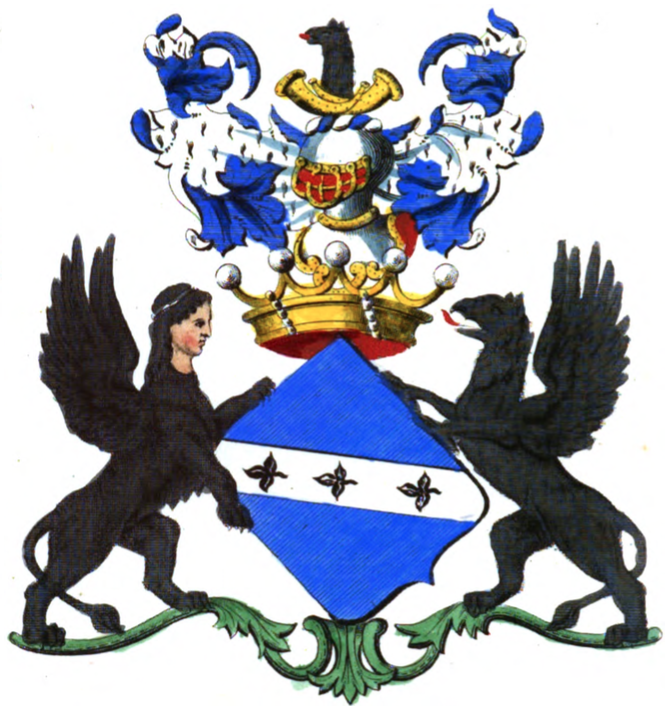
Wapen van de familie Moreau de Bellaing

Moreau de Bellaing is een geslacht waarvan leden sinds 1600 van adel zijn, sinds 1817 van de Belgische adel.

## Geschiedenis
De bewezen stamreeks begint met Nicolas Moreau die als zoon van Pierre Moreau in 1580 te Valenciennes werd gedoopt, eerste vermelding van een telg van dit geslacht. Zijn nazaat Pierre Moreau de Bellaing (1749-1827) vestigde zich na zijn huwelijk in Bergen (België) en werd in 1817 erkend te behoren tot de Belgische adel, waarmee hij en zijn nageslacht in mannelijke lijn de Belgische titel van ridder verkregen, de vrouwen die van jonkvrouw. Later vestigde nageslacht zich opnieuw in Frankrijk.
In 1600 verleende aartshertog Albrecht de persoonlijke titel van ridder aan Norbert Moreau naar aanleiding van de blijde intrede van de aartshertogen in Bergen.

## Pierre Moreau de Bellaing
Jacques Ombert Moreau en Marie-Josèphe Meniez waren de ouders van Pierre Moreau de Bellaing (Valenciennes, 22 augustus 1749 - Bergen, 25 januari 1827). Hij was de laatste heer van Bellaing, Aulnay en Bridou. Hij werd advocaat bij het parlement in Parijs en rapporteur in het departement van Valenciennes. Hij leunde meer aan bij de provincie Henegouwen door zijn huwelijk in 1773 met Marie-Ange Recq (1752-1818) en werd zelfs gedeputeerde bij de Staten  van Henegouwen.
In 1787 kocht hij een ambt van raadsheer-secretaris in de Grote Kanselarij bij de koning van Frankrijk, een ambt dat automatisch opname in de adel betekende.
In 1817 werd hij erkend in de erfelijke adel van het Verenigd Koninkrijk der Nederlanden met de titel ridder overdraagbaar bij op alle mannelijke afstammelingen.

## Afstammelingen
- Pierre Moreau had een zoon, Jacques-Juvénal Moreau de Bellaing (1777-1844), die in 1802 trouwde met zijn nicht Justine Recq (1786-1856). Hij koos voor de Franse nationaliteit. 
  - Guy Moreau de Bellaing (1812-1892) koos eveneens voor de Franse nationaliteit. De hoofdzakelijke verblijfplaats van zijn afstammelingen was Oloron-Sainte-Marie. Onder deze talrijke afstammelingen, tot heden, heel wat militairen. Daarnaast ook Cedric Moreau de Bellaing (° 1977), docent aan de École normale supérieure (politieke wetenschappen en sociologie van het recht).
  - Charles-Raphaël Moreau de Bellaing (1825-1895) werd agronoom en vestigde zich in Rotem, waar hij burgemeester en provincieraadslid werd. Hij trouwde met Eleonore de Lenarts d'Ingenop (1816-1898). Hij opteerde voor de Belgische nationaliteit (met herbevestiging van status en titel in 1877) en heeft een talrijke afstamming in België tot heden. Een van hen was Raymond Moreau de Bellaing (1889-1929), die burgemeester werd van Dilsen. Zijn zoon Pierre Moreau de Bellaing (1919-1944) trad toe tot het verzet en werd gefusilleerd. Een tak ging zich in Frankrijk vestigen, en telt onder meer de hoogleraar en socioloog Louis Moreau de Bellaing (° 1932).
  - Paul Moreau de Bellaing (1827-1895) koos voor de Franse nationaliteit. Deze tak is in 1983 uitgedoofd.